# Woden Valley kerület
Koordináták: d. sz. 35° 20′ 43″, k. h. 149° 05′ 42″35.345222°S 149.094889°E

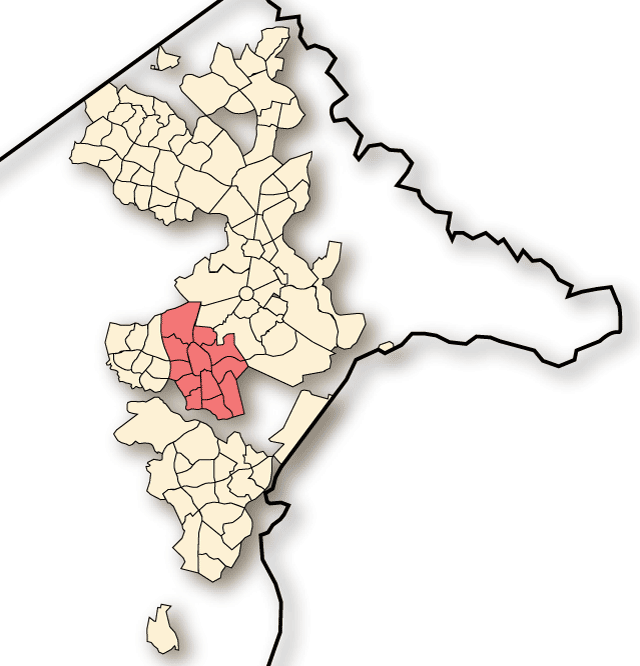
Woden Valley elhelyezkedése

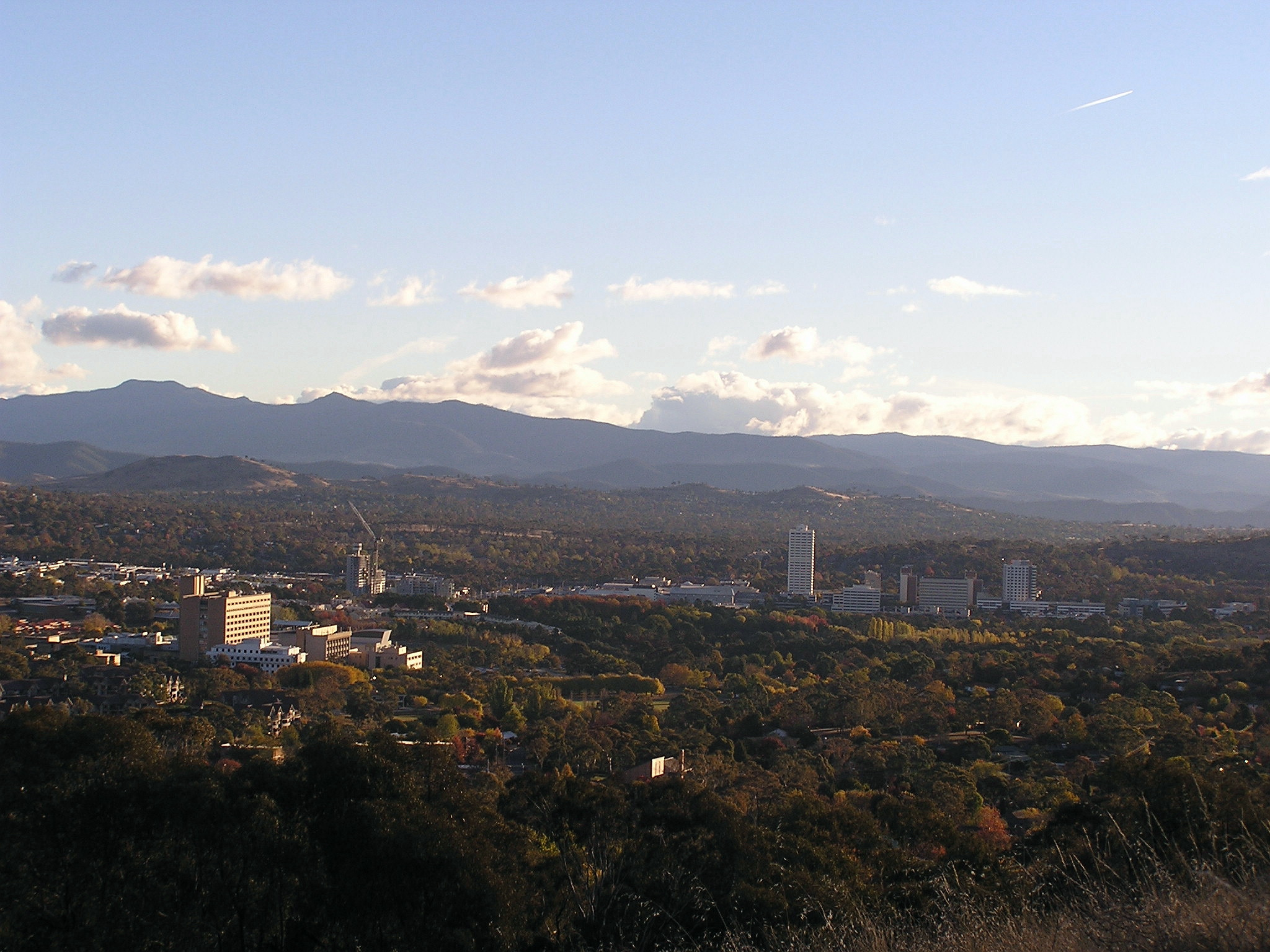
Woden Valley látképe a Red Hill hegyről

Woden Valley kerület az ausztrál főváros, Canberra egyik kerülete. Neve Dr. James Murraytól ered, aki 1837-ben elnevezte a területet az óangol istenségről Wodennek. 1964-ben ez volt az első alvóváros, amelyet kialakítottak a főváros körül. Saját bevásárlóközpont található itt és a 12 városrész és külváros Woden városközpont körül helyezkedik el. Woden Valley népessége nagyjából 31.991 fő. 

## Fontosabb helyek
- Woden Town Centre-Woden városközpont: Itt található a kerület legfontosabb bevásárlási lehetősége, a Westfield Woden bevásárlóközpont.
- Canberra Hospital-Canberra kórház: Korábbi nevén a Woden Valley Hospital, amely a főváros elsődleges egészségügyi ellátást biztosító intézménye. A kórház az egyike annak a három nagyobb kórháznak, amelyek a fővárosban találhatóak és a városon kívül új-dél-walesi egyes részeinek is itt található az egészségügyi ellátóközpontja.
- Woden Buszpályaudvar
- Woden Storm Water Drain-legális graffitizőhely, melyről e kerület szintén híres.

## Külvárosok, városrészek
A kerületben 12 városrész található.
| Woden Valley kerület külvárosai | Woden Valley kerület külvárosai | Woden Valley kerület külvárosai | Woden Valley kerület külvárosai | Woden Valley kerület külvárosai | Woden Valley kerület külvárosai | Woden Valley kerület külvárosai |
| Név                             | Népesség (fő, 2008)             | Átlagéletkor (év, 2006)         | Terület (km²)                   | Népsűrűség (fő/km²)             | Első telepesek letelepedése     | Hivatalos elismerése            |
| ------------------------------- | ------------------------------- | ------------------------------- | ------------------------------- | ------------------------------- | ------------------------------- | ------------------------------- |
| Chifley                         | 2 325                           | 36                              | 1,6                             | 1453                            | 1966                            | 1966. május 12.                 |
| Curtin                          | 5 133                           | 41                              | 4,8                             | 1069                            | 1962                            | 1962. szeptember 20.            |
| Farrer                          | 3 360                           | 41                              | 2,1                             | 1600                            | 1967                            | 1966. május 12.                 |
| Garran                          | 3 175                           | 39                              | 2,7                             | 1175                            | 1966                            | 1966. május 12.                 |
| Hughes                          | 2 898                           | 41                              | 1,8                             | 1610                            | 1963                            | 1962. szeptember 20.            |
| Isaacs                          | 2 424                           | 45                              | 3,1                             | 781                             | 1986                            | 1966. május 12.                 |
| Lyons                           | 2 444                           | 38                              | 2,3                             | 1062                            | 1965                            | 1962. szeptember 20.            |
| Mawson                          | 2 861                           | 40                              | 2,1                             | 1362                            | 1967                            | 1966. május 12.                 |
| O'Malley                        | 684                             | 47                              | 2,6                             | 263                             | 1973                            | 1966. május 12.                 |
| Pearce                          | 2 509                           | 41                              | 1,7                             | 1475                            | 1967                            | 1966. május 12.                 |
| Philipp                         | 1 910                           | 32                              | 2,6                             | 734                             | 1966                            | 1966. május 12.                 |
| Torrens                         | 2 265                           | 38                              | 1,3                             | 1742                            | 1966                            | 1966. május 12.                 |
| Összesen                        | 31 988                          | –                               | 28,7                            | 1114,56                         | –                               | –                               |

## Természeti katasztrófák

### Bozóttüzek
Míg a legsúlyosabb pusztítást a 2003-as canberrai bozóttüzek Weston Creek kerület-ben okozták, addig woden Valley kerület is komoly károkat szenvedett, amely során Curtin 3, Lyons 4 és Torrens 2 lakóházát semmisítette meg a tomboló tűz. Curtin városrészben már többször fenyegetett a tűzvész, mióta megalapították.

### Árvizek
1971-ben a Yarra Glen gátja átszakadt és hét ember halálát okozta. A járókelők szerint az áradat hirtelen jött.

## Kultúra
A Woden Valley Youth Choir (Woden Valley Ifjúsági Kórus) a kerületről kapta nevét.

## Templomok
- Canberra Austral Asian Christian Church  (Canberra Ausztrál-ázsiai Keresztények temploma)
- Hughes Baptist Church  (Hughes Baptista templom)
- Immanuel Community Church  Archiválva 2012. február 27-i dátummal a Wayback Machine-ben (Immanuel Közösség temploma)
- St George's Anglican Church (St George Anglikán templom)
- St James Uniting Church (St James Unitárius templom)
- Sts Peter & Paul's Catholic Church (St Peter and Paul Katolikus templom)
- St Sava Serbian Orthodox Church (St Sava Szerb Ortodox templom)
- The Salvation Army, Woden Valley (Üdvhadsereg, Woden Valley)
- Woden Valley Bible Church  (Woden Valley Biblia temploma)

## Sportélet
Sport területén igen élénk társasági élet folyik a kerületben. A helyi futballcsapat a Woden Valley FC nagyon népszerű a fiatalabb korosztályok körében. Woden Valley kerületnek ezen kívül van még rögbicsapata és ausztrál futballt játszó csapata is.

## Fordítás
Ez a szócikk részben vagy egészben  a   Woden Valley című angol Wikipédia-szócikk ezen változatának fordításán alapul.  Az eredeti cikk szerkesztőit annak laptörténete sorolja fel. Ez a jelzés csupán a megfogalmazás eredetét és a szerzői jogokat jelzi, nem szolgál a cikkben szereplő információk forrásmegjelöléseként.